# Suolasaari (ö i Norra Savolax, Norra Savolax, lat 63,47, long 27,99)
Suolasaari är en ö i Finland. Den ligger i sjön Korpinen och Aluslampi och i kommunen Lapinlax i den ekonomiska regionen  Övre Savolax ekonomiska region  och landskapet Norra Savolax, i den centrala delen av landet, 400 km norr om huvudstaden Helsingfors. Öns area är 0,4 hektar och dess största längd är 110 meter i sydöst-nordvästlig riktning.